# Melisa
Melisa la 2mo65t chi bướm đêm trong họ Erebidae.

## Các loài
- Melisa croceipes (Aurivillius, 1892)
- Melisa diptera Walker, 1854
- Melisa hancocki Jordan, 1936